# 飛龍閣

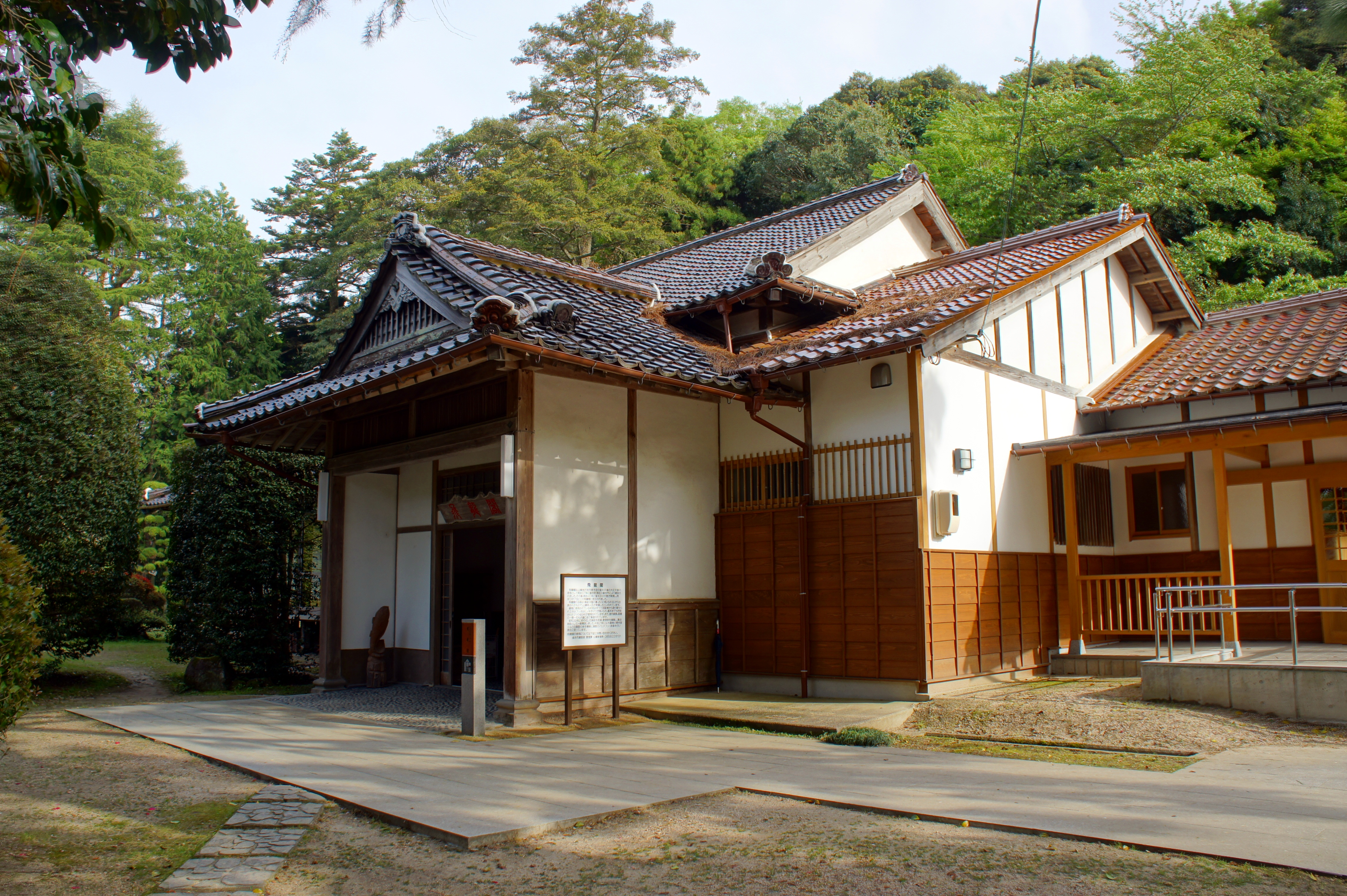
飛龍閣

飛龍閣（ひりゅうかく）は、鳥取県倉吉市、打吹公園内にある歴史的建造物。国の登録有形文化財に登録されている。

## 概要
1904年（明治37年）に倉吉町（現・倉吉市）により建築され、
1907年（明治40年）に皇太子嘉仁親王（後の大正天皇）の山陰行啓の際に宿舎として使用された建造物。改修を経て、現在は集会施設として利用されている。

## 歴史
- 1903年（明治36年）11月 - 起工
- 1904年（明治37年）4月 - 竣工
- 1907年（明治40年）5月17日 - 山陰行啓中の皇太子嘉仁親王が宿泊
- 1964年（昭和39年） - 集会施設として改修、一般開放
- 1996年（平成8年） - 県民の建物100選に選定
- 2009年（平成21年） - 補修、バリアフリー化